# Адамс, Уильям Эдвард
Уи́льям Э́двард А́дамс (англ. William Edward Adams; 16 июня 1939 — 25 мая 1971) — майор армии США, погибший в Южном Вьетнаме в ходе Вьетнамской войны. Посмертно награждён медалью Почёта.
Родился в г. Каспер, штат Вайоминг. Посещал военную академию в Лексингтоне, штат Миссури, в 1962 окончил университет штата Колорадо. Вступил в армию в г. Канзас-сити, штат Миссури под серийным номером 521482167. Его служба во Вьетнаме началась 6 июля 1970. 25 мая 1971 года майор Адамс добровольно вызвался вести легкобронированный вертолёт для спасения троих раненых солдат с осаждённой базы в провинции Контум, не взирая на ясную погоду, предоставлявшую хорошую видимость многочисленным вражеским средствам ПВО. Несмотря на вражеский огонь с пулемётных и ракетных точек Адамс совершил успешную посадку, в то время как вертолёты огневой поддержки атаковали позиции противника. Однако, на обратном пути вертолёт был подбит огнём противника. Адамс моментально восстановил контроль над вертолётом и попытался приземлиться, но вертолёт взорвался и разбился. Адамс, которому в то время был 31 год погиб. Похоронен на национальном кладбище Форт-Логан в г. Денвер, штат Колорадо. Его могила находится на участке № 3831.
Мемориал вьетнамской войны у кампуса Уэнтвортской военной академии содержит модель вертолёта, который пилотировал Адамс ко времени своей гибели. Фамилия Адамса указана на мемориале ветеранов войны во Вьетнаме (панель 03W, ряд 054).

## Наградная запись к медали Почёта
Майор Адамс отличился 25 мая 1971 в ходе службы пилотом вертолёта в провинции Контум Республики Вьетнам. В этот день майор Адамс вызвался вести легкобронированный вертолёт, чтобы спасти троих серьёзно раненых солдат с небольшой базы, находившейся под атакой многочисленного противника. Он принял такое решение полностью осознавая, что вокруг базы размещены многочисленные зенитные средства противника и что ясная погода предоставляет вражеским стрелкам неограниченный обзор всех подходов к базе. Когда он приблизился к базе, вражеские стрелки открыли огонь из тяжёлых пулемётов, гранатомётов и легкого стрелкового оружия. Демонстрируя большое мужество он спокойно направлял атаки сопутствующих вертолётов огневой поддержки, поддерживая абсолютный контроль над вертолётом, которым управлял. Он посадил вертолёт на базе несмотря на всё усиливающийся вражеский огонь и спокойно ожидал пока раненых солдат не погрузят ему на борт. Когда вертолёт покинул базу, он был подбит, получил серьёзное повреждение от вражеского огня и начал снижаться. Пилотируя с большим искусством он немедленно восстановил контроль над повреждённым вертолётом и попытался совершить управляемую посадку. Несмотря на его героические усилия, вертолёт взорвался, перевернулся и стремительно упал на землю под градом огня противника. Своей выдающейся храбростью, отвагой и человеческим уважением к своим товарищам майор Адамс поддержал заветные традиции военной службы и заслужил высокую честь для себя и для армии США.
Оригинальный текст (англ.)
Maj. Adams distinguished himself on 25 May 1971 while serving as a helicopter pilot in Kontum Province in the Republic of Vietnam. On that date, Maj. Adams volunteered to fly a lightly armed helicopter in an attempt to evacuate 3 seriously wounded soldiers from a small fire base which was under attack by a large enemy force. He made the decision with full knowledge that numerous antiaircraft weapons were positioned around the base and that the clear weather would afford the enemy gunners unobstructed view of all routes into the base. As he approached the base, the enemy gunners opened fire with heavy machine guns, rocket-propelled grenades and small arms. Undaunted by the fusillade, he continued his approach determined to accomplish the mission. Displaying tremendous courage under fire, he calmly directed the attacks of supporting gunships while maintaining absolute control of the helicopter he was flying. He landed the aircraft at the fire base despite the ever-increasing enemy fire and calmly waited until the wounded soldiers were placed on board. As his aircraft departed from the fire base, it was struck and seriously damaged by enemy anti-aircraft fire and began descending. Flying with exceptional skill, he immediately regained control of the crippled aircraft and attempted a controlled landing. Despite his valiant efforts, the helicopter exploded, overturned, and plummeted to earth amid the hail of enemy fire. Maj. Adams' conspicuous gallantry, intrepidity, and humanitarian regard for his fellow man were in keeping with the most cherished traditions of the military service and reflected utmost credit on him and the U S. Army.
— 